# Calyptranthes pauciflora
Calyptranthes pauciflora är en myrtenväxtart som beskrevs av Otto Karl Berg. Calyptranthes pauciflora ingår i släktet Calyptranthes och familjen myrtenväxter. Inga underarter finns listade i Catalogue of Life.